# قائمة زملاء الجمعية الملكية المنتخبين في 1670
هذه الصفحة تعرض قائمة زملاء الجمعية الملكية المُنتخبين لعام 1670.